# 나카이 키이치
나카이 기이치(中井 貴一, 1961년 9월 18일 ~ )는 일본의 배우이다. 도쿄도 세타가야구 출신이며, 세이케이 대학 경제학부를 졸업했다.

## 출연

### 영화
- 1993년 《이사》 - 우루시바라 켄이치 역
- 1994년 《47인의 자객》
- 1995년 《마크스의 산》
- 1998년 《사랑을 바라는 사람》
- 1998년 《낙하하는 저녁》
- 1999년 《올빼미의 성》
- 2000년 《기묘한 이야기》 〈휴대폰 사무라이〉
- 2001년 《호타루》
- 2003년 《음양사II》
- 2003년 《바람의 검 신선조》
- 2003년 《록커즈》
- 2005년 《망국의 이지스》
- 2007년 《도로로》 - 다이고 가케미쓰 역
- 2007년 《HERO》
- 2008년 《매직 아워》
- 2009년 《아말피 여신의 보수》
- 2010년 《철로》
- 2011년 《프린세스 도요토미》
- 2011년 《멋진 악몽》
- 2012년 《기린의 날개》
- 2014년 《어게인: 끝없는 도전》 - 사카마치 하루미코 역
- 2014년 《자쿠로자카의 복수》 - 시무라 킨고 역
- 2016년 《비욘드 더 쓰나미 - 오나가와, 하츠 코넥티드》 - 내레이션
- 2016년 《굿모닝 쇼》
- 2017년 《하나이쿠사》
- 2018년 《거짓말투성이》

### 드라마
- 대하드라마 (NHK)
  - 1988년 《다케다 신겐》 - 다케다 신겐 역
  - 1995년 《8대 쇼군 요시무네》 - 도쿠가와 무네하루 역
  - 2003년 《무사시 MUSASHI》 - 야규 무네노리 역
  - 2005년 《요시쓰네》 - 미나모토노 요리토모 역
  - 2012년 《다이라노 기요모리》- 다이라노 다다모리 역
- 2001년 《어느 날, 폭풍처럼》
- 2001년 《나를 여관에 데려가 줘》
- 2007년 《HERO 특별편》
- 2007년 《맨발의 겐》
- 2008년 《사슴 남자》 오프닝 내래이션
- 2008년 《바람의 가든》
- 2009년 《스마일》
- 2010년 《우리 집의 역사》
- 2012년 《끝에서 두 번째 사랑》
- 2012년 《히가시노 게이고 미스테리즈》
- 2012년 《PRICELESS~있을 리 없잖아, 그런 거!~》
- 2014년 《최후로부터 두 번째 두 번째 사랑 2》
- 2016년 《반짝반짝》

## 수상
일본 아카데미상
- 1995년, 제18회 최우수 남우조연상 (47인의 자객)
- 2004년, 제27회 최우수 남우주연상 (바람의 검 신선조)